# Экзаркопулос, Адель
Аде́ль Экзарко́пулос (фр. Adèle Exarchopoulos; 22 ноября 1993, Париж, Франция) — французская актриса. Самая молодая обладательница «Золотой пальмовой ветви» Каннского кинофестиваля (вместе с Абделлатифом Кешишем и Леа Сейду получила награду за «Лучший фильм» «Жизнь Адель»).

## Биография и карьера

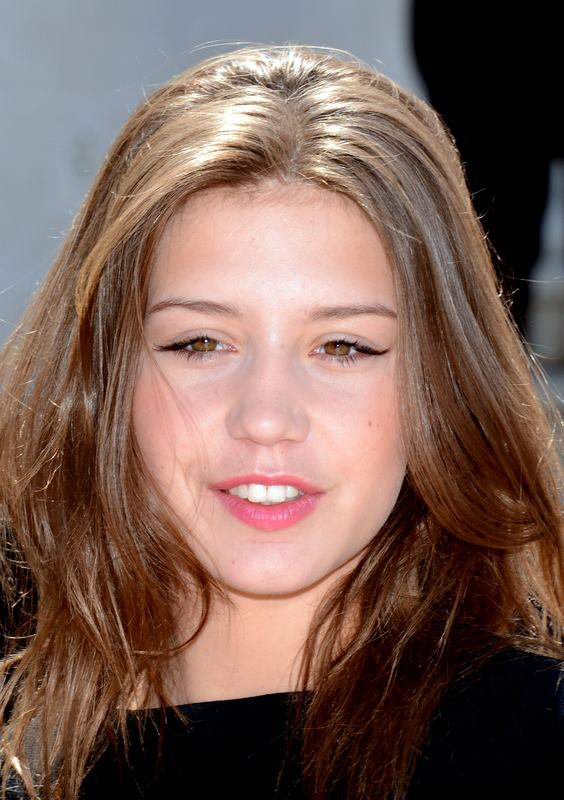
Экзаркопулос на Каннском кинофестивале в 2013 году

Экзаркопулос выросла в XIX округе Парижа неподалёку от площади де Фет. Её отец Дидье Экзаркопулос — преподаватель игры на гитаре, а мать Марина Ник — медсестра. У Адель есть два младших брата. Дед актрисы по происхождению был греком.
Родители Экзаркопулос, чтобы побороть застенчивость дочери, отдали её в девять лет на актёрские курсы. Она посещала их до 2005 года, когда состоялся её дебют в кино, в короткометражном фильме «Martha». В 2006 году её заметил агент, и она снялась в эпизоде французского телесериала «R.I.S, police scientifique». В тринадцать лет Экзаркопулос сыграла роль в фильме «Коробки».
Экзаркопулос успела сняться в фильмах «Сорванцы из Тимпельбаха» (2008), «Облава» (2010), «Козёл отпущения» (2010), «История Жино» (2011), «Белый квадрат» (2011), «Части меня самой» (2012) и «Раньше я был темнее» (2013), прежде чем к ней пришёл международный успех в фильме 2013 года «Жизнь Адель», основанном на французском графическом романе 2010 года «Синий — самый тёплый цвет» (фр. Le Bleu est une couleur chaude). Фильм получил «Золотую пальмовую ветвь» на 66-м Каннском международном кинофестивале. Жюри фестиваля приняло беспрецедентное решение наряду с режиссёром Абделлатифом Кешишем наградить главным призом исполнительниц Адель Экзаркопулос и Леа Сейду, ставших третьей и четвёртой женщинами, помимо Бодиль Ипсен и Джейн Кэмпион, обладательницами этой награды. Экзаркопулос стала также самой молодой обладательницей премии (19 лет, 6 месяцев, 4 дня).

## Личная жизнь
С февраля 2016 года Экзаркопулос встречается с рэпером Думом (Морган Фремон), членом парижского коллектива L'entourage. У пары есть сын Исмаэль Фремон, родился в апреле 2017.
С 2023 года встречается с актёром Франсуа Сивилем.

## Фильмография

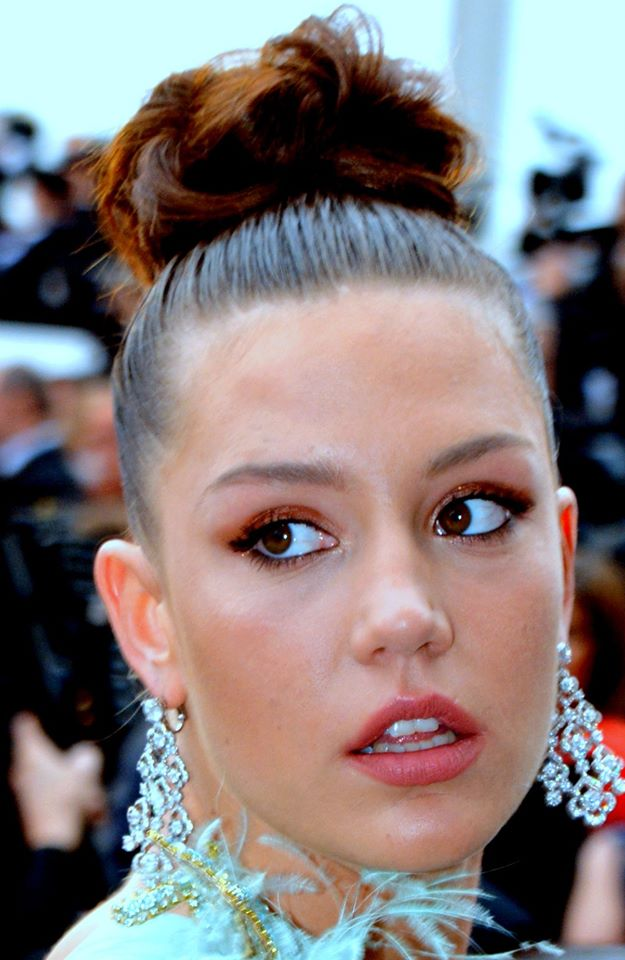
Экзаркопулос на Каннском кинофестивале в 2019 году

| Год       |     | Русское название               | Оригинальное название                      | Роль                 |
| --------- | --- | ------------------------------ | ------------------------------------------ | -------------------- |
| 2005      | кор | Марта                          | Martha                                     | Марта                |
| 2006—2014 | с   | R.I.S. Научная полиция         | R.I.S, police scientifique                 | Сара                 |
| 2007      | ф   | Коробки                        | Boxes                                      | Лилли                |
| 2008      | ф   | Сорванцы из Тимпельбаха        | Les Enfants de Timpelbatch                 | Марианна             |
| 2010      | ф   | Облава                         | La Rafle                                   | Анна Трауб           |
| 2010      | ф   | Козёл отпущения                | Tête de turc                               | Нина                 |
| 2011      | ф   | История Жино                   | Chez Gino                                  | Мария Рома           |
| 2011      | ф   | Белый квадрат                  | Carré blanc                                | Мари                 |
| 2012      | ф   | Части меня самой               | Des morceaux de moi                        | Эрэлл                |
| 2013      | ф   | Раньше я был темнее            | I Used to Be Darker                        | Камилль              |
| 2013      | ф   | Жизнь Адель                    | La Vie d'Adèle — chapitre 1 & 2            | Адель                |
| 2013      | кор |                                | Making a Scene                             | женщина              |
| 2014      | ф   | Кто там                        | Qui vive                                   | Дженни               |
| 2014      | ф   | Поездка к матери               | Voyage vers la mère                        | Мари Луиза           |
| 2015      | ф   | Анархисты                      | Les anarchistes                            | Жюдит                |
| 2015      | кор | Остановка дыхания              | Apnée                                      | женщина              |
| 2016      | ф   | Роковое влечение               | Éperdument                                 | Анна Амари           |
| 2016      | ф   | Последнее лицо                 | The Last Face                              | Эллен                |
| 2016      | ф   | Сирота                         | Orpheline                                  | Сандра               |
| 2017      | ф   | Страсть и верность             | Le Fidèle                                  | Биби                 |
| 2017      | ф   |                                | Rochemort                                  | Анн                  |
| 2018      | ф   | Нуреев. Белый ворон            | The White Crow                             | Клара Сейнт          |
| 2019      | ф   | Соблазн                        | Sibyl                                      | Марго                |
| 2019      | ф   | Вернись                        | Revenir                                    | Мона                 |
| 2020      | ф   | Крутышка                       | Forte                                      | продавщица косметики |
| 2020      | кор |                                | Cet autre hiver                            | Нина                 |
| 2020      | ф   | Жвалы                          | Mandibules                                 | Аньес                |
| 2020      | с   |                                | La Flamme                                  | Сорайя               |
| 2020      | ф   | Северный бастион               | BAC Nord                                   | Нора                 |
| 2021      | ф   | Под облаками                   | Rien à foutre                              | Кассандра            |
| 2022      | ф   | Курение вызывает кашель        | Fumer fait tousser                         | Селин                |
| 2022      | ф   | Пять дьяволов                  | Les Cinq Diables                           | Жоанн                |
| 2022      | с   |                                | Le Flambeau: Les Aventuriers de Chupacabra | Сорайя               |
| 2023      | ф   | Пассажи                        | Passages                                   | Агат                 |
| 2023      | с   |                                | LOL: Qui rit, sort!                        | играет саму себя     |
| 2023      | ф   | Я всегда буду видеть ваши лица | Je verrai toujours vos visages             | Хлоя Деларм          |
| 2023      | ф   | Королевство зверей             | Le règne animal                            | Жюлья                |
| 2023      | ф   | Серьезная профессия            | Un métier sérieux                          | Мерьем               |
| 2023      | ф   | Подельницы                     | Voleuses                                   | Алекс                |
| 2024      | мф  | Головоломка 2                  | Inside Out 2                               | Скука                |
| 2024      | ф   | Разбитые сердца                | L’Amour ouf                                | Джеки                |
| 2024      | ф   | Планета Б                      | Planet B                                   | Джулия               |
| 2025      | ф   |                                | Chien 51                                   | Салия                |
|           | с   |                                | Too Much                                   |                      |

## Роли в театре
| Год  | название                    | Режиссёр     | Театр   | Примечания |
| ---- | --------------------------- | ------------ | ------- | ---------- |
| 2019 | La Trilogie de la vengeance | Саймон Стоун | «Одеон» | [ 19 ]     |

## Награды и номинации
| Награды и номинации                                | Награды и номинации | Награды и номинации             | Награды и номинации | Награды и номинации |
| Награда                                            | Год                 | Категория                       | Фильм               | Итог                |
| -------------------------------------------------- | ------------------- | ------------------------------- | ------------------- | ------------------- |
| Выбор критиков                                     | 2014                | Лучшая молодая актриса          | Жизнь Адель         | Победа              |
| Каннский кинофестиваль                             | 2013                | Золотая пальмовая ветвь         | Жизнь Адель         | Победа              |
| Central Ohio Film Critics Association              | 2014                | Лучшая актриса                  | Жизнь Адель         | Победа              |
| Central Ohio Film Critics Association              | 2014                | Прорыв                          | Жизнь Адель         | Победа              |
| Сезар                                              | 2014                | Самая многообещающая актриса    | Жизнь Адель         | Победа              |
| Империя                                            | 2014                | Лучший дебют                    | Жизнь Адель         | Номинация           |
| Ассоциация кинокритиков Чикаго                     | 2013                | Самый многообещающий актёр      | Жизнь Адель         | Победа              |
| Ассоциация кинокритиков Чикаго                     | 2013                | Лучшая актриса                  | Жизнь Адель         | Номинация           |
| Премия Лондонской ассоциации кинокритиков          | 2014                | Актриса года                    | Жизнь Адель         | Номинация           |
| Ассоциация кинокритиков Лос-Анджелеса              | 2013                | Лучшая актриса                  | Жизнь Адель         | Победа              |
| «Люмьер»                                           | 2014                | Самая многообещающая актриса    | Жизнь Адель         | Победа              |
| Национальный совет кинокритиков США                | 2013                | Прорыв года: актриса            | Жизнь Адель         | Победа              |
| Национальное общество кинокритиков США             | 2013                | Лучшая актриса                  | Жизнь Адель         | 2-е место           |
| New York Film Critics Circle                       | 2013                | Лучшая актриса                  | Жизнь Адель         | 3-е место           |
| Online Film Critics Society Awards                 | 2014                | Лучшая актриса                  | Жизнь Адель         | Номинация           |
| San Diego Film Critics Society Awards              | 2013                | Лучшая актриса                  | Жизнь Адель         | Номинация           |
| San Francisco Film Critics Circle                  | 2013                | Лучшая актриса                  | Жизнь Адель         | Номинация           |
| Santa Barbara International Film Festival          | 2014                | Virtuoso Award                  | Жизнь Адель         | Победа              |
| «Спутник»                                          | 2014                | Лучшая женская роль — кинофильм | Жизнь Адель         | Номинация           |
| Washington DC Area Film Critics Association Awards | 2013                | Best Youth Performance          | Жизнь Адель         | Номинация           |
| Каннский кинофестиваль                             | 2014                | Trophée Chopard                 | —                   | Победа              |